# 本別町
本別町（日语：／ Honbetsu chō */?）位於北海道十勝綜合振興局東北部，地處帶廣市和北見市之間的必經之地，也是十勝平原北部區域的中心。為東北海道的重要交通樞紐。利別川以南北走向流經町内，其支流散佈於東西兩側的丘陵地間，於境內的中心地區匯流後往南流。城鎮中心主要位於南部的美里別川和利別川會合處的平原。當地過去以林業為主，近幾年則是以農業為主，生產小麥、豆類、甜菜為主。稻作方面僅限於小規模的自給自足。
名稱來自阿伊努語的「pon-pet」，意思為小河。二次大戰前日本舊陸軍省軍馬補充部，曾在此設置西仙美里軍馬補充部十勝支部。

## 歷史
- 1915年4月1日：本別村、嫌侶村、負箙村、幌蓋村、勇足村、押帶村合併為本別村，並成為北海道二級村。[4] [5]
- 1921年4月1日：西足寄村（現在的足寄町）從本別村分割獨立設置為北海道二級村。
- 1933年5月1日：本別村改制為本別町。

## 氣候
本別町屬於內陸型氣候，冬天非常寒冷，但降雪量較少。

## 交通
北海道正在興建的道東自動車道在本別町設有系統交流道。延伸路線分成兩條，分別接往北見市和釧路市。

### 機場
- 釧路機場（位於釧路市）
- 帶廣機場（位於帶廣市）

### 鐵路
- 現在無鐵路經過，過去曾經有北海道高原鐵路銀河線通過。

### 道路
| 高速道路 - 道東自動車道：本別系統交流道、本別交流道 一般國道 - 國道242號 - 國道274號 - 國道292號 主要地方道 - 北海道道88號本別留邊蘂線 - 北海道道134號本別士幌線 | 道道 - 北海道道236號勇足池田線 - 北海道道499號勇足本別停車場線 - 北海道道658號本別本別停車場線 - 北海道道659號勇足停車場線 - 北海道道660號居邊本別線 - 北海道道770號美里別本別停車場線 - 北海道道1154號本別內線 |

## 觀光景點
- 本別公園
- 本別溫泉
- 歷史民俗資料館：展示有西竹一的相關資料。

## 教育

### 專門學校
- 北海道立農業大學校

### 高等學校
- 道立北海道本別高等學校

### 中學校
| - 本別町立仙美里中學校 - 本別町立本別中學校 | - 本別町立勇足中學校 |

### 小學校
| - 本別町立仙美里小學校 - 本別町立本別中央小學校 | - 本別町立勇足小學校 |

## 姊妹市・友好都市

### 日本
- 小松島市（德島縣）：因來自阿波國立江村（現在的小松島市）東條儀三郎村長組成移民團，於［［1897年]]前往本別町勇足地區入植開墾。

### 海外
- Mitchell Shire （页面存档备份，存于）（澳大利亞 維多利亞州）

## 本地出身的名人
- 菊地憂：演員。